# Renfana

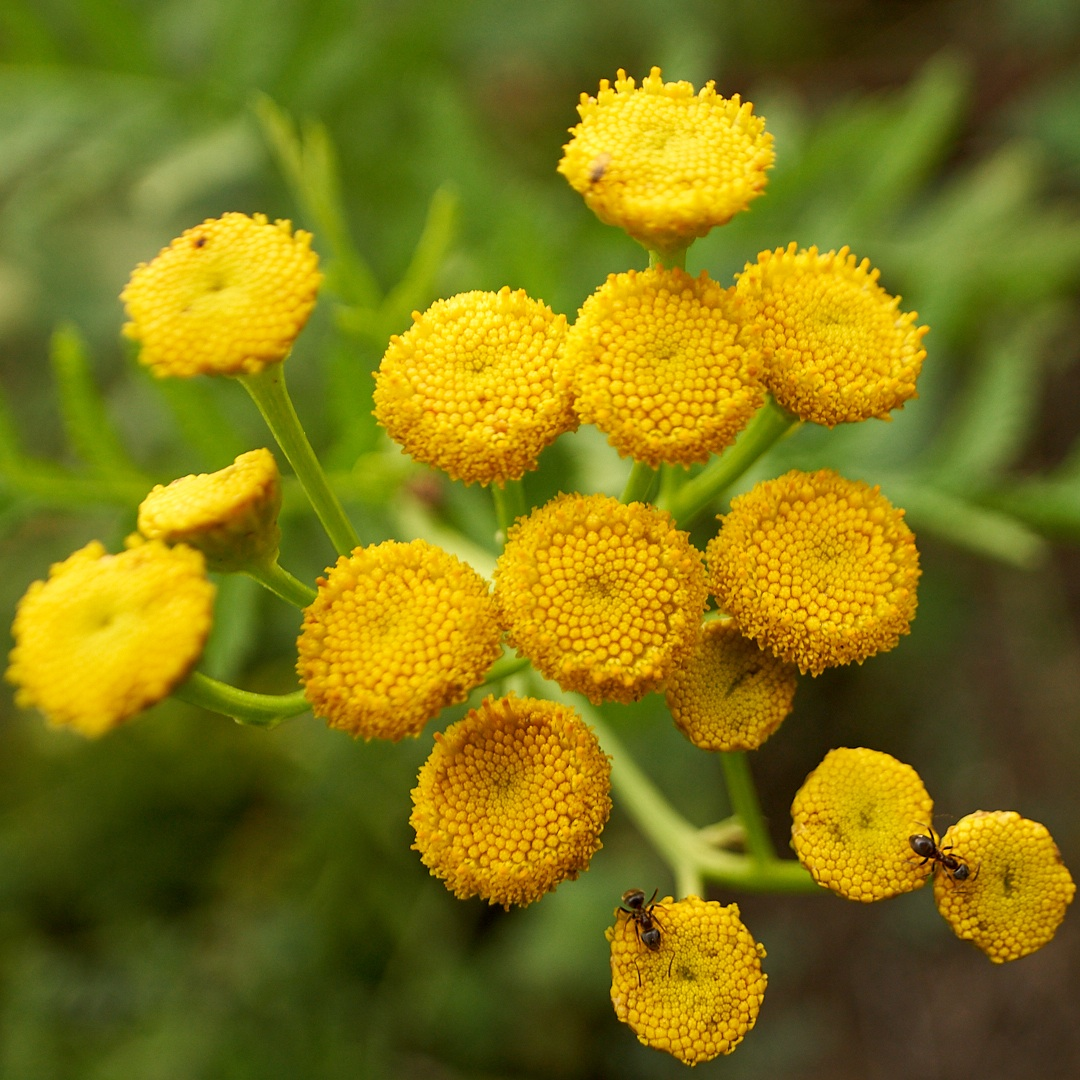
Renfana

Renfana (Tanacetum vulgare L., tidigare Chrysantemum vulgare) är en ört i familjen korgblommiga växter.

## Beskrivning
Renfana liknar prästkrage, men dess kantblommor har en helt annorlunda formad krona. Brämet är mycket kort och inte tunglikt. Kantblommorna är inte större än mittblommorna, utan snarare ännu mindre och dolda under blomkorgens ytterkant, synliga endast från undersidan. De kan kännas igen på det 3-flikiga brämet. De är honblommor.

Kvastlikt knippe

Frukten har i spetsen en liten hinnkant som motsvarar ett förkrympt blomfoder.
I fullt solljus är bladen mer eller mindre vertikalt riktade mot söder; Detta beteende som kompassväxt är en anpassning till värmestrålningen i soliga lägen.
Växten har kraftig underjordstam, och de styva stjälkarna bildar täta bestånd av en meters höjd.
Blomningstid juli – september. Stjälkarna står kvar förtorkade över vintern.
Kromosomtal 2n = 18.

## Habitat
Renfana förekommer i Europa och tempererade delar av Asien.
Finns i nästan hela Norden, dock ej i fjälltrakterna.

## Biotop
Torra gräsmarker, gärna i stenrösen och bland buskar, kulturmark.

## Etymologi
- Släktnamnet Tanacetum kommer av Tanazita, som var ett växtnamn i Capitulare de villis från år 812.
- Det äldre släktnamnet Chrysanthemumm härleds från grekiska Chrysanthos, som är namnet på en växt, oklart vilken art.[1]
- Artepitetet vulgare betyder vanlig, och härleds från latin vulgus = hop, allmänhet.
- Det svenska namnet renfana är en förvrängning av växtens tyska namn: Rainfarn. Liknande förvrängningar finns i även på danska, norska och isländska.

## Användning
Hela örten har besk smak och stark kryddlukt. Man kan använda både blommor och blad som krydda i brännvin.
Förr användes torkade blommor (Flos Tanaceti i farmakopén) som nerv- och magstärkande, lösande, svettdrivande och maskdödande medel. Blommorna är dock giftiga (innehåller tujon), och har som maskmedel ersatts med mindre skadliga mediciner.
| ” | Med renfana kan också färgas grönt. Om kött gnides med växten eller inlägges däri, skall det längre än annars kunna motstå förruttnelse. (Svensk Botanik) | „ |

I Älvdalen lade man renfana runt lik för att motverka förruttnelse.

## Bygdemål
| Namn       | Not                                                            |
| ---------- | -------------------------------------------------------------- |
|            |                                                                |
| Battram    | [ 4 ]                                                          |
| Däsmegräs  | [ 4 ]                                                          |
| Gubbaskägg | Munkrenfana = krusbladig renfana, Tanacetum vulgare f. crispum |
| Ölgräs     | [ 4 ]                                                          |

## Bilder

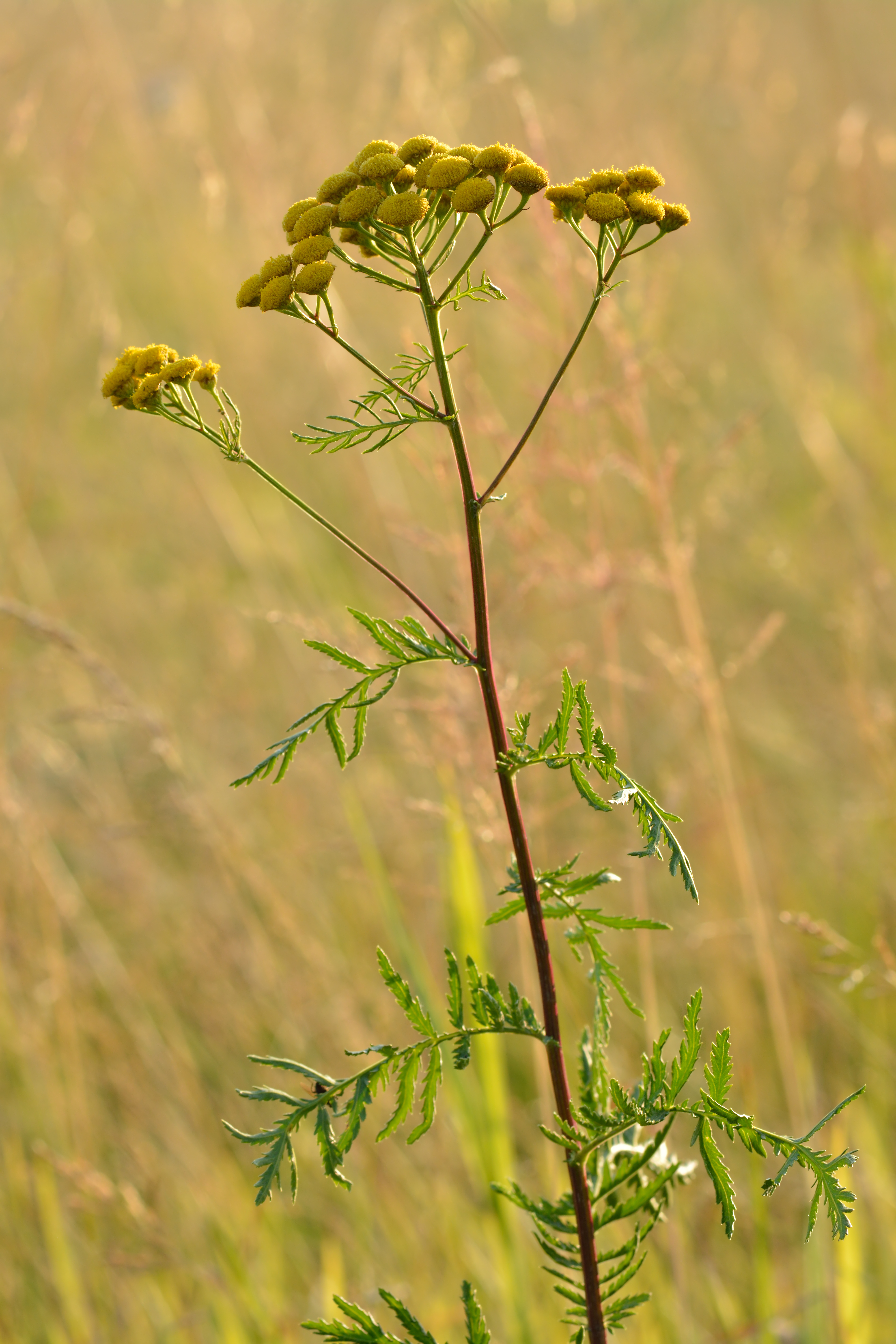
Blommorna sitter kvastliknande
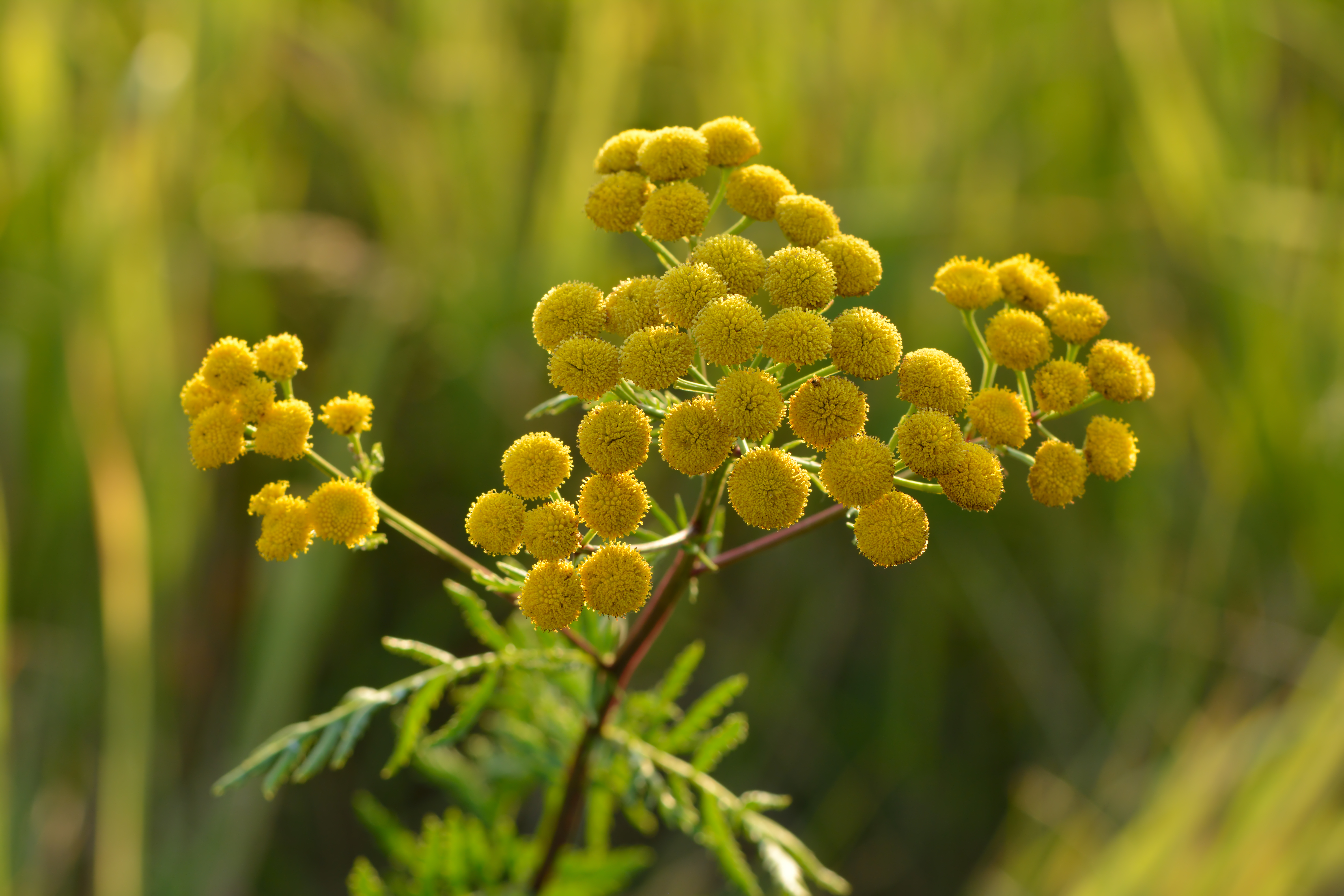
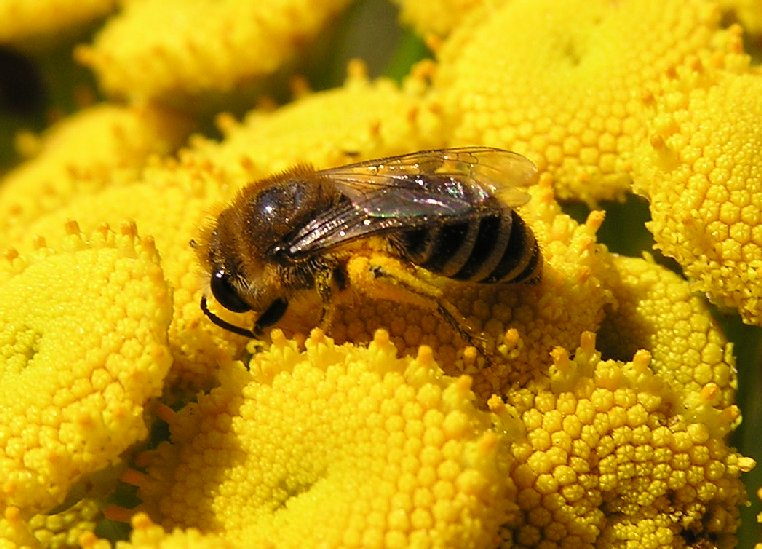
De inre blommorna är fem-flikiga, de yttre tre-flikiga Biet är en Colletes daviesanus
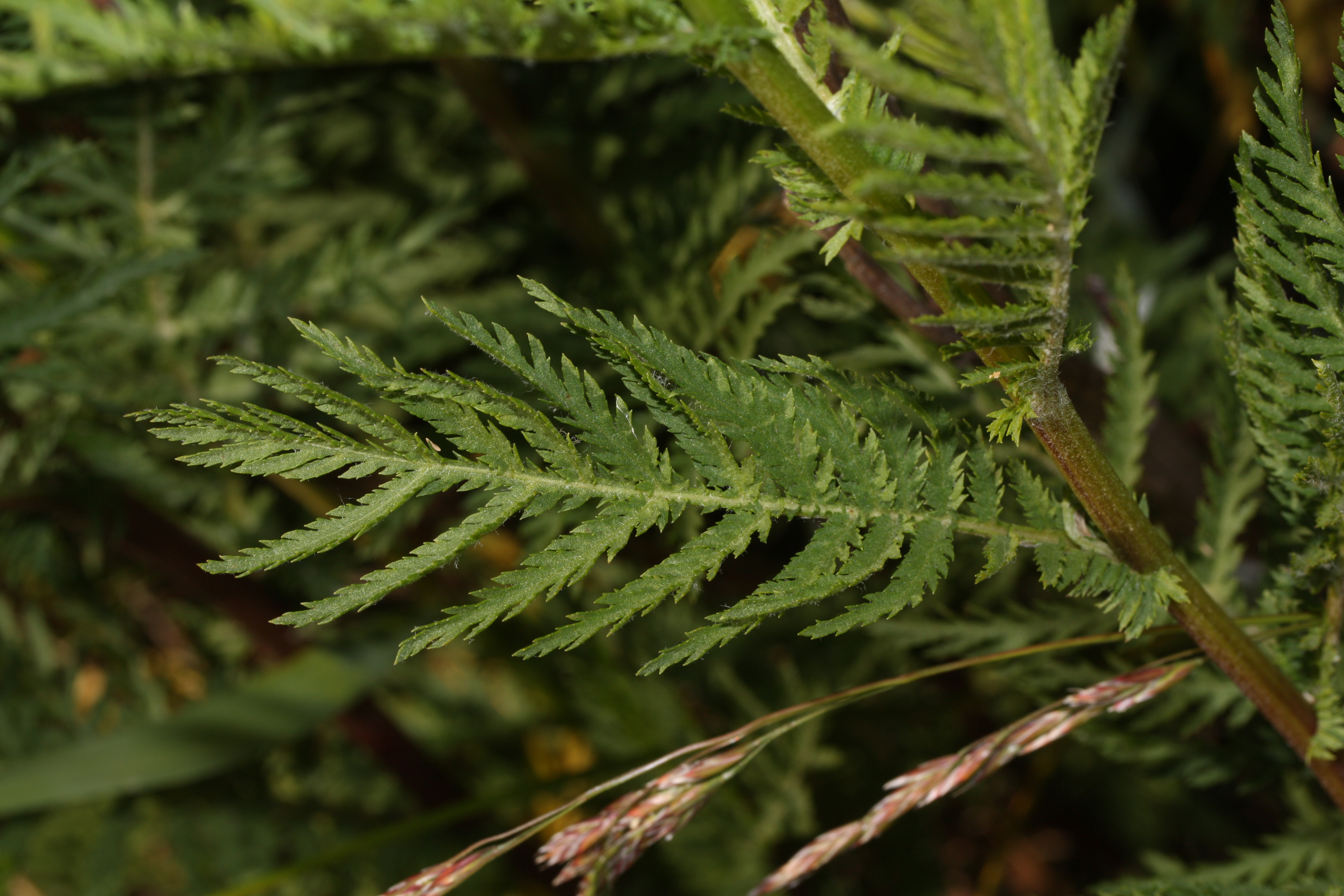
Bladen är sågtandade i kanten Foto: Walter Siegmund
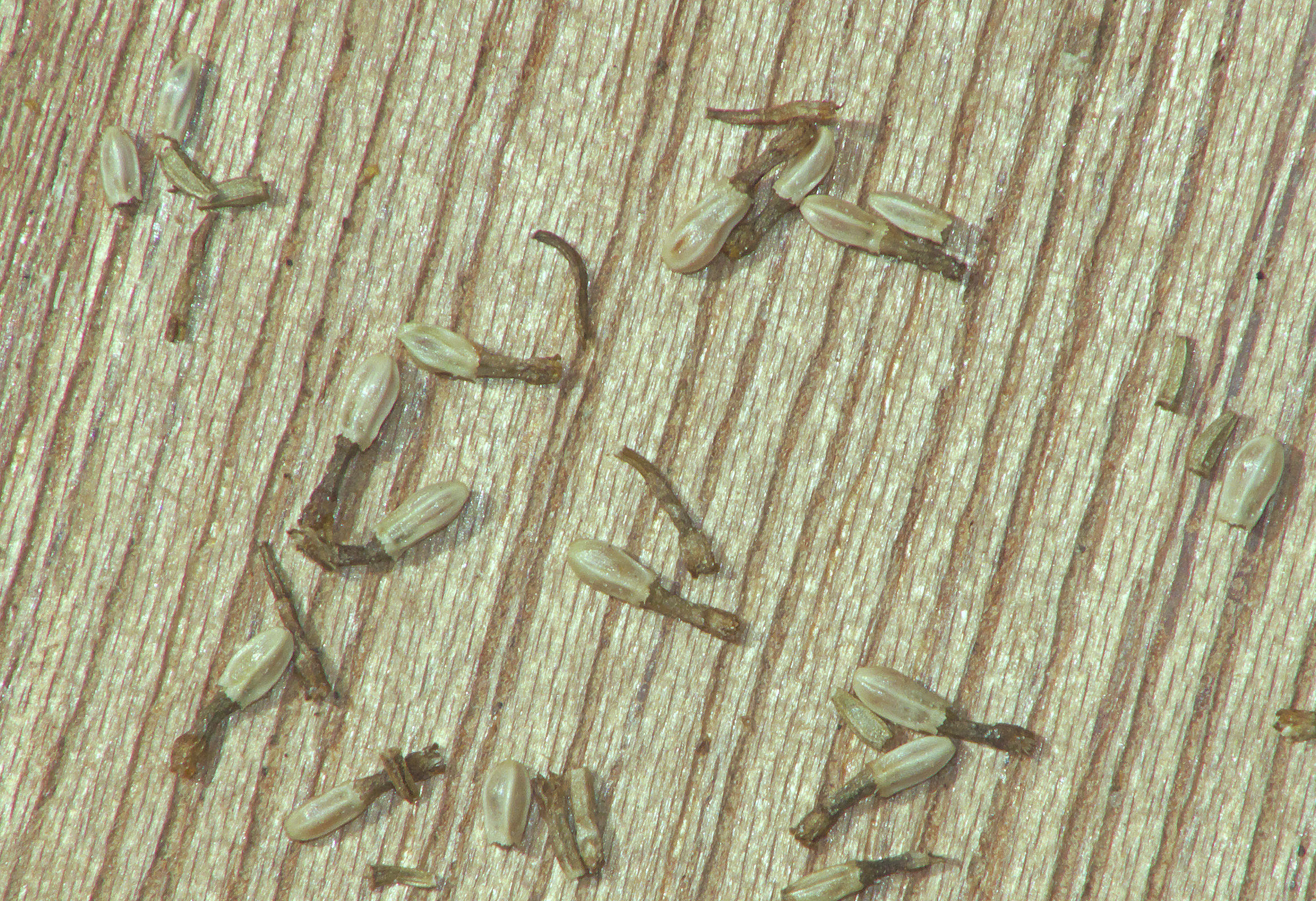
Frökapslar Längd 2 mm